# Snelwegschutter
Een snelwegschutter is de algemene benaming voor iemand die achter de beschieting van auto's op snelwegen zit. Het komt vaak voor dat het vermoeden van een daadwerkelijke snelwegschutter onjuist is (een geval van massahysterie).

## Voorbeelden van incidenten met snelwegschutters
De Verenigde Staten kenden onder meer spraakmakende snelwegschutters tussen 1965 en 2011. In Duitsland kwamen hierover meldingen binnen sinds 2008. Sinds 2009 meldt ook de politie in België soortgelijke incidenten. 

### Werkwijze en motief
In de meeste gevallen worden de auto's vanuit de berm of vanaf een viaduct onder vuur genomen. In enkele gevallen gebeurt dit ook vanuit een andere (rijdende) auto. Veroordeelde snelwegschutters waren veelal psychiatrisch niet in orde of waren onder invloed. Vaak zijn snelwegschutters uit op aandacht in plaats van op het maken van slachtoffers, al wordt dit risico wel genomen. Snelwegschutters passen in het profiel van een vandaal, die vaak jonge mannen tot 25 jaar zijn.

### Verenigde Staten
| Verenigde Staten | Verenigde Staten                                        |
| ---------------- | ------------------------------------------------------- |
| 1965             |                                                         |
| Locatie          | Orcutt                                                  |
| Dader            | Michael Clark                                           |
| Doden            | 6                                                       |
| Gewonden         | 5                                                       |
| 2003-2004        |                                                         |
| Locatie          | Columbus                                                |
| Dader            | Charles McCoy junior                                    |
| Gewonden         | 1                                                       |
| Straf            | 27 jaar gevangenisstraf                                 |
| 2008             |                                                         |
| Locatie          | Charlottesville                                         |
| Dader            | a. Slade Allen Woodson b. Brandon Dawson                |
| Gewonden         | 2                                                       |
| Straf            | a. 15 jaar gevangenisstraf b. 180 dagen dwangverpleging |
| 2010             |                                                         |
| 23 september     |                                                         |
| Locatie          | New Castle County                                       |
| Dader            | David Stanley                                           |
| Gewonden         | 0                                                       |
| 14 december      |                                                         |
| Locatie          | Waxahachie                                              |
| Dader            | onbekend                                                |
| Gewonden         | 1                                                       |
| 2011             |                                                         |
| 5 april          |                                                         |
| Locatie          | San Diego                                               |
| Dader            | Stephen Dragasits                                       |
| Gewonden         | 1                                                       |
| Straf            | 43 jaar gevangenisstraf tot levenslang (eis)            |

#### 1965
In de vroege morgen van 25 april 1965] werden auto's op de Highway 101, ten zuiden van Orcutt (Californië), beschoten vanaf een nabij gelegen heuvel. Deze schoten werden gelost door Michael Clark, een 16-jarige jongen uit Long Beach. Hij had het Mauser-geweer en het pistool van zijn vader meegenomen. Twee van zijn slachtoffers overleden ter plaatse en zes raakten gewond.
Na de beschietingen was de politie snel aanwezig op de heuvel, hierop pleegde Clark zelfmoord. Later die die dag overleed ook nog een 5-jarig jongetje aan de hoofdwond die hij eerder die dag had opgelopen.

#### 2003-2004
In 2003 en 2004 was er een snelwegschutteractief in Columbus (Ohio). De dader, de geesteszieke Charles McCoy junior, gooide ook tassen hout en zakken betonmix van viaducten. Hij geloofde door op auto's te schieten vanaf viaducten de berichtgeving rondom Michael Jackson te kunnen stoppen. De enige persoon die daadwerkelijk door een van zijn kogels werd geraakt, was de 62-jarige Gail Knisley, die werd vermoord op 25 november 2003.
McCoy was voornamelijk actief op de Interstate 270. Tijdens het proces tegen McCoy werd in eerste instantie de doodstraf geëist, maar dit werd omgezet in 27 jaar gevangenisstraf vanwege zijn psychologische achtergrond.

#### 2008
In maart 2008 werden auto's beschoten op de Interstate 64 nabij Charlottesville (Virginia). Hierbij raakten twee mensen gewond en zes auto's beschadigd. Veel scholen in de omgeving van de schietpartij bleven de gehele dag gesloten. De politie arresteerde later twee personen: de 19-jarige Slade Allen Woodson en een 16-jarige [Brandon Dawson uit Crozet.
Woodson werd op 24 juni 2009 veroordeeld tot 15 jaar gevangenisstraf, de aanklacht was echter 135 jaar hoger. Ook moest hij een schadevergoeding van enkele duizenden dollars betalen.  Later zou hij ook nog voor andere vergrijpen worden aangeklaagd.
Een getuige verklaarde in de rechtbank dat er ook op andere locaties, als huizen en dieren, was geschoten. Ze waren hiertoe over gegaan nadat werkzaamheden aan een auto niet snel genoeg vorderden en ze uit frustratie gingen drinken. Dawnson zou het meest hebben geschoten, veelal met een .22 van Woodsons werkgever. Dawnson werd al een jaar eerder veroordeeld tot 180 dagen in een inrichting.

#### 2010
Op 23 september 2010 ontving de politie van New Castle County berichten over beschietingen van auto's op de Route 1. Er werden minimaal tien schoten afgevuurd op auto's, een auto werd geraakt, maar er raakte niemand gewond. De volgende dag kon de politie de 36-jarige David Stanley aanhouden. Hij had vanuit zijn appartementencomplex het vuur geopend op passerende auto's.
Op 14 december 2010 werden vier auto's op de Highway 77 bij Waxahachie geraakt door kogels. Hierdoor raakte een jong meisje gewond.  De vier auto's reden in noordelijke richting toen zij werden geraakt door een passerende motorrijder uit de andere richting. Het slachtoffer overleefde de schietpartij.

#### 2011
Op 5 april 2011 opende de 58-jarige Stephen Dragasits het vuur op de ochtendspits in Kearny Mesa (San Diego). Hij raakte hierbij de 21-jarige Ashley Simmons, die onder meer een klaplong opliep. Hij schoot bovendien een gat in het voertuig van een motorrijder. Dragasits kan een straf van 43 jaar tot levenslang krijgen.

### Duitsland
| Duitsland           | Duitsland     |
| ------------------- | ------------- |
| 2008-heden          |               |
| Locatie             | Autobahn      |
| Dader               | niet gevonden |
| Meldingen           | ruim 700      |
| Gewonden            | 1             |
| Beloning gouden tip | €27.000,-     |

In Duitsland is een snelwegschutter actief sinds 2008. Deze persoon had tot 1 september 2011 in totaal 473 autotransporten en 95 andere voertuigen beschoten. De schutter heeft het meestal gemunt op vervoer van nieuwe auto's en slaat zeer gericht toe. De Duitse politie heeft geen spoor van de dader, maar noemde de mogelijkheid van een vrachtwagenchauffeur die met een jachtgeweer vanuit zijn cabine zou schieten.
Op de Duitse wegen is een gewonde gevallen: een 40-jarige vrouw werd in haar hals geraakt.  Zij werd in november 2009 in haar auto geraakt op de A3 in de buurt van Würzburg. In eerste instantie leek haar geval op een eenzijdig ongeval, maar later in het ziekenhuis werd de kogel in haar hals gevonden.
Het opsporingsprogramma Kriminalraport van de Duitse televisiezender WDR heeft aandacht aan deze zaak besteed, maar jarenlang tastte de politie in het duister over de identiteit en het motief van de dader.
Op 23 juni 2013 heeft de politie in de Eifel een verdachte van in totaal meer dan 700 beschietingen gearresteerd. Volgens berichten betreft het een vrachtwagenchauffeur die inmiddels schuld heeft bekend.

### België
| België    | België         |
| --------- | -------------- |
| 2009-2011 |                |
| Locatie   | o.m. E314      |
| Dader     | niet gevonden  |
| Meldingen | vele honderden |

In België werd een snelwegschutter actief in 2009. Er gaan geruchten dat de politie rekening houdt met een dader uit het vrachtwagencircuit, omdat de kogels steeds vanuit een bovenhoek de auto's wist te raken. Dit is echter niet bevestigd.
Op 21 april 2009 werden twee vrachtwagens van Koopman Logistics Group geraakt in de buurt van Zeebrugge. De twee beschoten Nederlandse vrachtwagens waren onderdeel van een reeks van honderden beschietingen van vrachtwagens in België.
Op 10 juni 2011 werd bij Leuven op de E314 een vrachtwagen beschoten vanaf een viaduct. De vrachtwagen was geladen met bier en werd geraakt door twee 9 mm-kogels. Een kogel ging door de voorruit en een door de zijruit aan de passagierszijde van de cabine. Een tweede kogel sloeg in ter hoogte van de brandstoftank. De 48-jarige bestuurder bleef ongedeerd. Er zou, volgens deskundigen, meerdere keren zijn geschoten. Van de dader en zijn motief ontbreekt elk spoor, ook is niet duidelijk of dit incident verband houdt met de eerdere beschietingen.

## Voorbeelden van massahysterie
Nadat er nieuws is over een snelwegschutter ontdekken vele mensen (voorheen onopvallende) schade aan hun auto. Vaak was de schade al aanwezig of is er sprake van opgeworpen steenslag tijdens het rijden. 
In de Verenigde Staten bereikte de massahysterie over snelwegschutters in 1954 zelfs de president. Groot-Brittannië kende opmerkelijke meldingen tussen 1950 en 1953. Over een dergelijke zaak op Nederlandse snelwegen wordt sinds 7 augustus 2011 gespeculeerd.

### Verenigde Staten
| Verenigde Staten | Verenigde Staten       |
| ---------------- | ---------------------- |
| 1954             |                        |
| Locatie          | Bellingham tot Seattle |
| Dader            | geen                   |
| Verklaring       | reguliere schade       |

In 1954 kwamen er meldingen vanuit Bellingham (Washington State). Hier zou de politie jacht hebben gemaakt op een schutter die het had gemunt op autoruiten. Er kwamen honderden meldingen binnen van mensen met putjes in auto's en ruiten. Volgens de politie ging het hier om een schutter met een licht geweer die schoot vanuit een rijdende auto.
Later, nadat de media uitgebreid verslag hadden gedaan van dit laatste incident, werden er nog meer putjes ontdekt. Dit zou volgens velen komen door atoombomproeven in de Grote Oceaan, de paniek had toen al de stad Seattle bereikt. Hierop belde de burgemeester van Seattle met president Eisenhower. Hierna waren alle incidenten voorbij, er werd geen schutter aangehouden. Volgens deskundigen ging het om reguliere schade of onvolkomenheden in het glas.
Dit incident werd in de VS het Seattle Windshield Pitting Epidemic (zie Engelse Wikipedia) genoemd.

### Verenigd Koninkrijk
| Verenigd Koninkrijk | Verenigd Koninkrijk |
| ------------------- | ------------------- |
| 1950-1953           |                     |
| Locatie             | Portsmouth Road     |
| Dader               | geen                |
| Verklaring          | reguliere schade    |

Tussen december 1950 en december 1953 zat de Britse politie achter een schutter aan die met een luchtbuks zou hebben geschoten op auto's. Hij zou verantwoordelijk zijn geweest voor putjes en gesneuvelde ruiten van auto's op de Portsmouth Road (de weg tussen Esher en Cobham). De zoektocht naar een schutter begon toen BBC-journalist Richard Dimbledy zich meldde bij de politie met het verhaal dat hij beschoten zou zijn. Hierop maakten verschillende automobilisten in de maanden daarna melding van gesneuvelde ruiten en het feit dat zij kort hiervoor een flits zouden hebben gezien.
Door nieuwe meldingen bleef dit mysterie vele jaren sudderen en steeds wildere theorieën kwamen naar boven. De politie deed grondig en regelmatig onderzoek naar de zaak, telkens tervergeefs. Er werd geen schutter aangehouden en later onderzoek deed blijken dat de meeste ruiten waarschijnlijk door steenslag waren geknapt.

### Nederland
| Nederland           | Nederland                                                |
| ------------------- | -------------------------------------------------------- |
| 2011                |                                                          |
| 7 augustus-heden    |                                                          |
| Locatie             | Rijksweg 2, 3, 4, 6, 12, 13, 16, 20, 29                  |
| Dader               | 3 verdachten (in verband met incident A6 op 9 september) |
| Meldingen           | 49 (tot 14 september 2011, 21:00 uur)                    |
| Beloning gouden tip | €10.000,-                                                |

De eerste berichten over beschietingen kwamen op 7 augustus 2011 binnen bij het Korps Landelijke Politiediensten (KLPD). Automobilisten op de A13 hadden de hulpdiensten gealarmeerd nadat hun achterruit na een harde knal versplinterd werd. De politie rukte met groot materieel uit, er werd ook een helikopter ingezet. Er bleken zich op de snelweg zeven auto's te bevinden met schade, ook bij enkele autoruitreparatiebedrijven hadden mensen zich gemeld. In totaal kwamen er elf meldingen binnen. Volgens getuigen werd er geschoten met een luchtbuks. In een van de beschoten auto's bevond zich een baby, die zat helemaal onder het glas.
In de daarop volgende week bleken deze zondag tussen 15.00 en 20.00 uur ook op andere wegen auto's beschoten te zijn, meldde het KLPD op 12 augustus 2011. Ook op de A3, de A12 (ter hoogte van het Prins Clausplein) en de A16 (rondom Knooppunt Ridderkerk en de Van Brienenoordbrug) werden mogelijk auto's beschoten. Het KLPD vermoedde dat het om dezelfde dader ging. Er werd 19 keer aangifte gedaan en er meldden zich 32 getuigen. Later werd bekend dat ook op de A4, A29 en de A20 schietincidenten werden gemeld.
In het weekend van 13 augustus werden op zondag opnieuw meldingen gedaan van beschietingen. Ditmaal ging het om een bus en drie auto's. Op 15 augustus werden opnieuw mogelijk 3 auto's beschoten, nu op de A13, de A29 en de A16. Mogelijk werd bij deze beschietingen geschoten vanuit de berm, eerder gebeurde dit volgens de politie uit een rijdende auto.
Op 17 augustus 2011 maakte de politieregio Rotterdam-Rijnmond bekend dat er sinds het begin van de maand augustus 27 aangiften waren binnengekomen over beschietingen op de snelweg. De politie vermoedde nog altijd dat hierbij gebruik werd gemaakt van een luchtbuks. In de weken daarna werden nog diverse incidenten gemeld.
De politie meldde op 1 september 2011 dat het KLPD bijna 400 tips had binnengekregen over de schietincidenten op de snelwegen. Ongeveer 30 tips hadden bruikbare informatie opgeleverd, maar er was nog geen spoor van de dader. Er waren tot dan toe geen gewonden gevallen.
Op 2 september 2011 liet minister Opstelten van Veiligheid en Justitie zich bijpraten over de zaak. Hij bezocht het kantoor van het KLPD in Waddinxveen. Volgens de minister had het technisch onderzoek nog geen enkel spoor opgeleverd. Ook zouden er nergens kogels of stukjes metaal in de betrokken auto's zijn gevonden. Het KLPD sloot ondertussen ook niet uit dat er geen snelwegschutter bestond. Ook hoofdofficier Fred Westerbeke van Rotterdam zei rekening te houden met verschillende scenario's als het gaat om de kapotte ruiten op snelwegen. In totaal zijn er tot dan toe 43 autoruiten gesneuveld. De minister zei verder dat er alles aan gedaan werd om de kwestie op te helderen, zo had Rijkswaterstaat camera's ingezet en was personeel van tankstations gevraagd extra waakzaam te zijn.
Op 3 september werd het 44e incident sinds de start van de meldingen geregistreerd.
De politie van Flevoland heeft op 9 september drie mannen aangehouden op verdenking van betrokkenheid bij de beschietingen op de snelweg A6. Ze werden deze dag met luchtdrukgeweren gesignaleerd nabij de A6, waar eerder die dag twee ruiten sneuvelden. Dit incident deed zich op 9 september voor. Het betrof twee mannen uit Utrecht (21 en 24 jaar oud) en een 23-jarige man uit Houten. Bij een latere huiszoeking in de woning waar de mannen in Almere verbleven werden later twee luchtdrukgeweren aangetroffen en in beslag genomen. Na verhoor werden de verdachten op 11 september weer vrij gelaten. Het onderzoek naar hun mogelijke betrokkenheid bij de vernieling van de autoruit werd wel voortgezet. Het was de eerste keer dat de politie een aanhouding verrichtte sinds de incidenten met gesneuvelde autoruiten in augustus begonnen. De drie mannen zijn later vrijgesproken wegens bewijzen voor het niet bestaan van de snelwegschutter; het bleek te gaan om steenslag.
De politie meldde op 16 september dat de telefoons van de tiplijn in deze zaak roodgloeiend staan. Automobilisten bellen inmiddels massaal wanneer hun ruit sneuvelt, ze denken dan slachtoffer te zijn van de snelwegschutter. De politie geeft ondertussen tegenover De Telegraaf aan dat het prima is wanneer mensen schade melden nadat men hiertoe heeft opgeroepen, maar dat men eigenlijk alleen interesse heeft voor bijzondere gevallen. In het onderzoek bleek weinig schot te zitten. De politie zei haar hoop te hebben gevestigd op de uitkomsten van de onderzoeken van het Nederlands Forensisch Instituut.

## Onduidelijke incidenten

### Verenigde Staten
| Verenigde Staten | Verenigde Staten |
| ---------------- | ---------------- |
| 1927-1928        |                  |
| Locatie          | Camden           |
| Dader            | niet gevonden    |

In 1927 en 1928 was er een zogenaamde ghost sniper actief in Camden (New Jersey). Hier begon de reeks met een kapotte busruit, hierna werden ook andere gesneuvelde ruiten en putjes in ruiten aangetroffen. Deze werden allen toegeschreven aan deze schutter. Knikkers, steentjes en schroeven werden aangedragen als kogels. Er werd geen dader aangehouden.